# Maciej Kopiec
Maciej Kamil Kopiec (ur. 12 lipca 1990 w Wodzisławiu Śląskim) – polski polityk i przedsiębiorca, poseł na Sejm IX kadencji, senator XI kadencji.

## Życiorys
Syn Tadeusza i Gabrieli. Urodził się w Rydułtowach, będących wówczas dzielnicą Wodzisławia Śląskiego. Na Uniwersytecie Ekonomicznym w Katowicach uzyskał licencjat z ekonomii (2013) i magisterium z zarządzania (2015). Od 2010 działał w partiach Janusza Palikota. W marcu 2012 stanął na czele struktur Ruchu Palikota w Rybniku. W wyniku jego przekształcenia w 2013 został działaczem Twojego Ruchu, był członkiem zarządu tej partii. Od 2014 prowadził firmę budowlaną oraz biuro nieruchomości. W 2019 dołączył do Wiosny Roberta Biedronia. Był szefem sztabu wyborczego kandydata na europosła Łukasza Kohuta, później kierował jego biurem poselskim.
W wyborach parlamentarnych w 2019 wystartował z pierwszego miejsca na liście Sojuszu Lewicy Demokratycznej w okręgu rybnickim (jako przedstawiciel Wiosny w ramach porozumienia Lewica). Uzyskał mandat posła na Sejm IX kadencji, zdobywając 14 973 głosy. W Sejmie został członkiem Komisji Infrastruktury, Komisji Mniejszości Narodowych i Etnicznych oraz Komisji Polityki Społecznej i Rodziny. W czerwcu 2021, po rozwiązaniu Wiosny, został członkiem Nowej Lewicy. W 2023 kandydował do Senatu w okręgu nr 80; został wybrany do wyższej izby polskiego parlamentu, zdobywając 86 070 głosów. W izbie wyższej został m.in. wiceprzewodniczącym Komisji Spraw Zagranicznych, członkiem Komisji Zdrowia oraz Komisji Gospodarki Narodowej i Innowacyjności.
W lutym 2025 poseł Dariusz Matecki opublikował nagranie, na którym Maciej Kopiec pod wpływem alkoholu w wulgarny sposób odzywał się do przedstawicieli Prawa i Sprawiedliwości i Konfederacji w barze mieszczącym się w kompleksie budynków parlamentu.

## Wyniki wyborcze
| Wybory | Komitet wyborczy | Komitet wyborczy             | Organ             | Okręg | Wynik           |
| ------ | ---------------- | ---------------------------- | ----------------- | ----- | --------------- |
| 2019   |                  | Sojusz Lewicy Demokratycznej | Sejm IX kadencji  | nr 30 | 14 973 (4,49%)  |
| 2023   |                  | Nowa Lewica                  | Senat XI kadencji | nr 80 | 86 070 (51,50%) |